# Clermont (Iowa)
Clermont – miasto w Stanach Zjednoczonych, w stanie Iowa, w hrabstwach Fayette. 

## Demografia
Zgodnie ze spisem statystycznym z 2000, miasto liczyło 716 mieszkańców. W 2023 liczba mieszkańców spadła do 571 osób, a gęstość zaludnienia poniżej 204 osób/km².